# عرب الدالي
قرية عرب الدالى هي إحدى القرى التابعة لمركز كوم حمادة في محافظة البحيرة في جمهورية مصر العربية. حسب إحصاءات سنة 2006، بلغ إجمالي السكان في عرب الدالى 1939 نسمة، منهم 1054 رجل و885 امرأة.